# Qu (affluent du Jialing)
La Qu (caractères chinois :  渠江 ; pinyin : Qu Jiāng)  est une rivière  qui coule dans la province chinoise du  Sichuan. C'est un affluent gauche du fleuve Jialing lui-même affluent du Yangzi Jiang. La rivière Qu  est longue  de 720 kilomètres et son bassin versant a une superficie de 39 220 km². Son  débit moyen de 730 m³/s.